# XXV Giochi del Sud-est asiatico
I XXV Giochi del Sud-est asiatico, si sono tenuti a Vientiane, Laos, fra il 2 ed il 18 dicembre 2009.

## Partecipanti
Vi hanno preso parte 11 nazioni:
- Brunei
- Cambogia
- Indonesia
- Laos
- Malaysia
- Birmania
- Filippine
- Singapore
- Thailandia
- Timor Est
- Vietnam

## Sport
- Tiro con l’arco
- Sport acquatici
- Atletica leggera
- Badminton
- Biliardo e snooker¹
- Pugilato
- Ciclismo
- Nuoto pinnatoʰ
- Calcio
- Golf¹
- Judo
- Karate¹
- Muay

- Pencak Silat
- Pétanque
- Sepak Takraw¹
- Tiro a segno
- Shuttlecock kickingʰ
- Tennistavolo
- Taekwondo
- Tennis
- Pallavolo
- Sollevamento pesi
- Lotta libera
- Wushu¹

Legenda
¹ – sport non olimpici
ʰ – sport assente dall'edizione precedente e reintrodotto dalla nazione ospitante

### Medagliere
| Posiz. | Nazione    | Oro | Argento | Bronzo | Totale |
| ------ | ---------- | --- | ------- | ------ | ------ |
| 1      | Thailandia | 86  | 83      | 97     | 266    |
| 2      | Vietnam    | 83  | 75      | 57     | 215    |
| 3      | Indonesia  | 43  | 53      | 74     | 170    |
| 4      | Malaysia   | 40  | 40      | 59     | 139    |
| 5      | Filippine  | 38  | 35      | 51     | 124    |
| 6      | Singapore  | 33  | 30      | 35     | 98     |
| 7      | Laos       | 33  | 25      | 52     | 110    |
| 8      | Birmania   | 12  | 22      | 37     | 71     |
| 9      | Cambogia   | 3   | 10      | 27     | 40     |
| 10     | Brunei     | 1   | 1       | 8      | 10     |
| 11     | Timor Est  | 0   | 0       | 3      | 3      |
| Total  | Total      | 372 | 374     | 500    | 1246   |